# Eisa Majrashi
Eisa Majrashi (arab. عيسى مجرشي; ur. 19 lipca 1986) – saudyjski judoka. Olimpijczyk z Londynu 2012, gdzie zajął dziewiąte miejsce w wadze ekstralekkiej.
Uczestnik mistrzostw świata w 2010, 2011, 2014, 2015 i 2017. Startował w Pucharze Świata w latach 2011, 2012, 2015, 2016 i 2017. Siódmy na igrzyskach azjatyckich w 2010. Piąty na mistrzostwach Azji w 2009 i 2011 roku.

## Letnie Igrzyska Olimpijskie 2012
| Konkurencja | Eliminacje        | Eliminacje             | Klas. końcowa |
| Konkurencja | Przeciwnik I      | Przeciwnik II          | Miejsce       |
| ----------- | ----------------- | ---------------------- | ------------- |
| 60 kg       | Raúl Lall (GUY) Z | Felipe Kitadai (BRA) P | 9.            |